# Ilz (Donau)
Die Ilz (im Oberlauf auch Große Ohe oder Schönberger Ohe) ist ein auf dem Namensabschnitt etwa 40 km, auf dem Hauptstrang mit seinen Oberläufen fast 70 km langer linker Zufluss der Donau im südöstlichen Bayerischen Wald.

## Name
Der Fluss wird im Jahr 1010 (fluminis Ilzisa) erstmals schriftlich erwähnt. Der Name ist keltischen Ursprungs und leitet sich von *elito- für 'grau' ab.

## Geographie

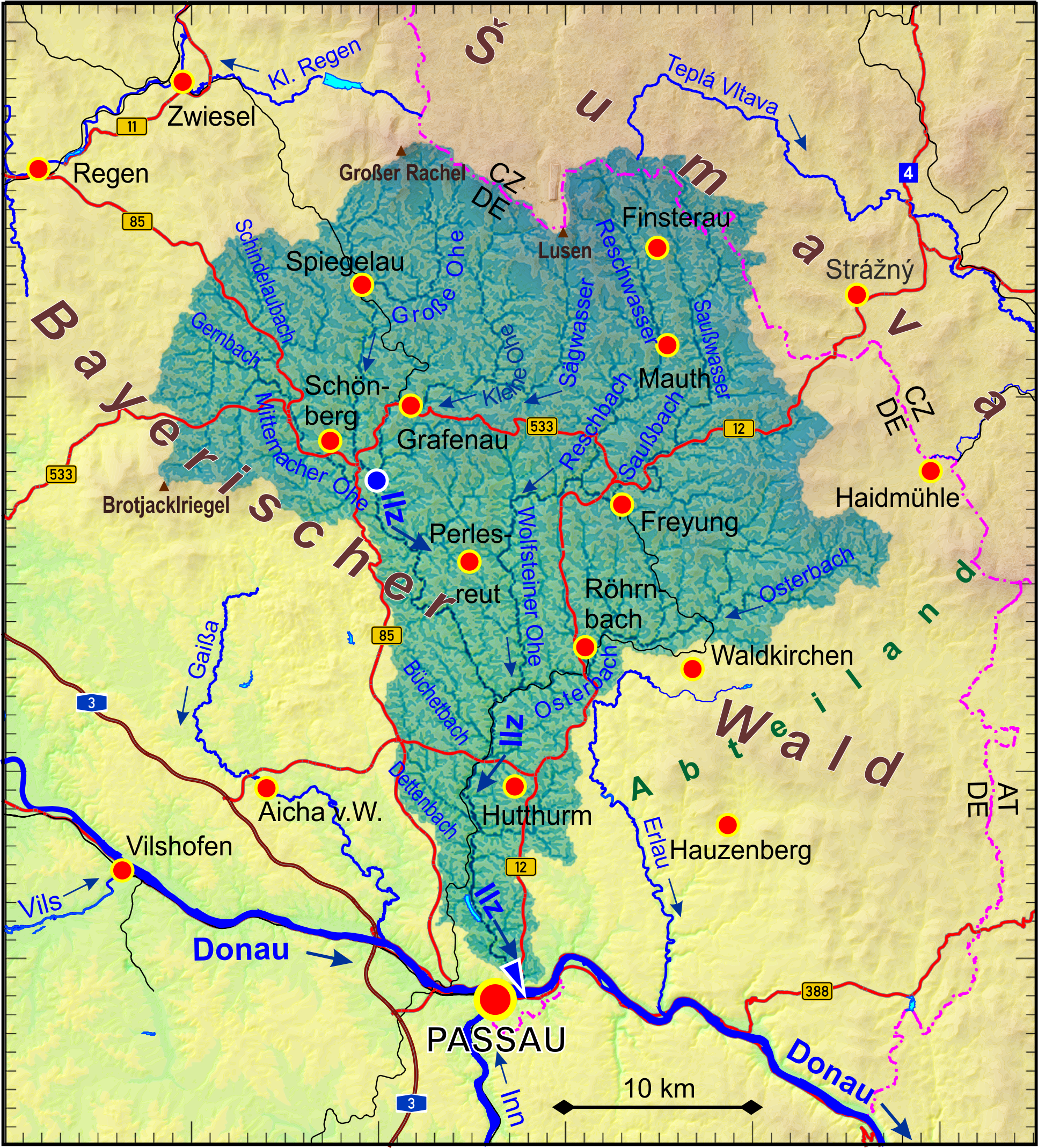
Einzugsgebiet der Ilz (Donau)

### Verlauf
Die Ilz entspringt auf deutscher Seite im bayerisch-böhmischen Grenzgebiet im Nationalpark Bayerischer Wald. Ihre Quellflüsse Kleine Ohe (Grafenauer Ohe), Große Ohe und Mitternacher Ohe entstammen der Region zwischen den Bergen Rachel (1.453 m) und Lusen (1.373 m). Sie vereinigen sich an der Ettlmühle unweit der Ortschaft Eberhardsreuth im Gemeindegebiet Schönberg. In der Nähe von Fürsteneck vermehrt die Wolfsteiner Ohe die Wasserführung der Ilz auf mehr als das Doppelte Die Quellflüsse der Wolfsteiner Ohe sind der Reschbach und der etwas größere Saußbach; ihr Hauptnebenfluss ist der Osterbach.
Die Ilz mündet in Passau in die Donau, nur wenig oberhalb der Inn-Mündung gegenüber. Sie ist fast auf ihrer gesamten Länge weitgehend naturnah erhalten. Die Ilz hat am Pegel Kalteneck, 18,9 km vor der Mündung in Passau, einen langjährigen mittleren Abfluss von 16,1 m³/s. An der Mündung sind es rund 17 m³/s.

### Zuflüsse und Seen
Hierarchische Liste der Zuflüsse und  Seen vom Zusammenfluss der Oberläufe bis zur Mündung. Auswahl mit nur wenigen indirekten Zuflüssen. Teils mit Gewässerlänge, Einzugsgebiet und Höhe. Andere Quellen für die Angaben sind vermerkt.
Zusammenfluss von Großer und Kleiner Ohe zur anfangs wie die Große Ilz auch Schönberger Ohe genannten Ilz auf ca. 430 m ü. NHN kurz vor der Ettlmühle von Grafenau.
- Große Ohe, rechter und nördlicher Oberlauf, 29,1 km mit dem Gewässerstrang Seebach → Große Ohe und 199,7 km². Der Seebach entsteht auf etwa 1302 m ü. NHN am Osthang des Großen Rachels über dem Rachelsee und der Seewand.
  - Schwarzach, von rechts und insgesamt Norden auf etwa 716 m ü. NHN in Spiegelau, 8,0 km und 21,2 km². Entspringt auf etwa 1280 m ü. NHN am Südabfall des Großen Rachel.
  - Mitternacher Ohe, von rechts und Nordwesten auf etwa 433 m ü. NHN wenig nördlich von Schönberg-Eberhardsreuth, 23,6 km mit dem Gewässerstrang Schindelaubach → Röhrnachbach → Mitternacher Ohe und 114,0 km². Die höchste Quelle Markbrunnen des Schindelaubachs liegt auf etwa 956 m ü. NHN am Osthang des Eschenbergs.
- Kleine Ohe oder Grafenauer Ohe, linker und nordöstlicher Oberlauf, 26,8 km mit Gewässerstrang Filzbach → Kleine Ohe und 105,3 km². Der Filzbach entsteht auf etwa 1105 m ü. NHN östlich von Neuschönau-Waldhäuser auf dem Sattel zwischen Lusen und Waldhäuserriegel.
  - Knottenbach, von links und Nordnordosten auf etwa 680 m ü. NHN vor der Schönauer Mühle von Neuschönau-Forstwald, 4,9 km mit dem Gewässerstrang Dilauer Seige → Knottenbach und 9,0 km². Die Dilauer Seige entsteht auf etwa 1077 m ü. NHN am Südwesthang des Waldhäuserriegels.
  - Sagwasser, am Unterlauf Sägwasser, von links und Nordosten auf etwa 635 m ü. NHN am Südrand von Neuschönau-Schönanger, 12,7 km und 29,7 km². Entsteht auf etwa 1157 m ü. NHN am Südosthang des Lusen.
  - Grüberbach, von rechts und Nordnordosten auf etwa 557 m ü. NHN im westlichen Grafenau, 5,9 km mit dem Gewässerstrang Einbergbach → Grüberbach und 11,8 km². Der Einbergbach entsteht auf etwa 784 m ü. NHN am Kloster von Draxlschlag.
  - Steckenbach, vielleicht auch Streckenbach, von links und Nordosten auf etwa 437 m ü. NHN in Grafenau-Gehmannsberg, XX km mit dem Gewässerstrang Haselbach → Steckenbach und 9,4 km². Entsteht auf etwa 718 m ü. NHN östlich von Grafenau-Neudorf.
- Haselbach, von links und Osten auf etwa 428 m ü. NHN vor der Rosenbergermühle von Eberhardsreuth, 3,0 km und 3,7 km². Entsteht auf etwa 510 m ü. NHN östlich von Grafenau-Haselbach.
- Tiroler Bach, von rechts und Westen
- Rettenbacher Bach, von rechts und Westsüdwesten auf etwa 420 m ü. NHN bei Saldenburg-Rettenbach, 1,8 km und 1,4 km². Entsteht auf etwa 457 m ü. NHN nahe der B 85 westlich von Rettenbach.
- Biberbach, von links und insgesamt Norden auf etwa 417 m ü. NHN nach der Ohmühle von Saldenburg, 7,9 km mit dem Gewässerstrang Heinrichsreuther Graben → Biberbach und 21,0 km². Entsteht auf etwa 600 m ü. NHN zwischen Grafenau-Harretsreuth und -Heinrichsreit (!).
- Flurgrenzbach, von rechts und Westen
- Ebersdorfer Bach, von rechts und Westnordwesten
- Gemeindegrenzbach, von rechts und Westen auf etwa 383 m ü. NHN bei Saldenburg-Stadl, 1,2 km und 1,3 km². Entsteht auf etwa 514 m ü. NHN bei Saldenburg-Preying.
- Mühlbach, von rechts und Süden auf etwa 377 m ü. NHN bei Tittling-Schneidermühl, 1,5 km und 2,9 km². Entsteht auf etwa 460 m ü. NHN bei Witzmannsberg-Witzingerreut.
- Schirmbach, von links und Norden auf etwa 360 m ü. NHN bei Perlesreut-Oberanschiessing, 1,5 km und 1,6 km². Entsteht auf etwa 495 m ü. NHN bei Perlesreut-Kirchberg.
- Scharrgraben, von links und Nordnordosten
- Ganslbach, von rechts und Westnordwesten auf etwa 354 m ü. NHN in einen kurzen rechten Nebenzweig bei Witzmannsberg-Kriestorf, ca. 2,3 km[BA 2] und knapp 2,0 km². Entsteht auf etwa 453 m ü. NHN zwischen Witzmannsberg-Witzingerreut und -Rappenhof.
- Hochwegener Bach, von links und Norden auf etwa 353 m ü. NHN an der Schrottenbaummühle von Fürsteneck, 6,3 km mit dem Gewässerstrang Niederperlesreuter Bach → Eisenbernreuter Bach → Hochwegener Bach und 6,2 km². Der Niederperlesreuter Bach entsteht auf etwa 500 m ü. NHN bei Perlesreut.
- Boigerbach, von links und Nordosten auf etwa 350 m ü. NHN nach der Schrottenbaummühle, 1,6 km und 1,2 km². Entsteht auf etwa 441 m ü. NHN bei Fürsteneck-Atzldorf.
- Kaferingbach, von rechts und Westen
- Wolfsteiner Ohe, von links und Nordnordosten auf etwa 338 m ü. NHN bei Fürsteneck, 54,7 km mit dem Gewässerstrang Teufelsbach → Saußwasser/Saußbach → Wolfsteiner Ohe und 372,5 km². Fließt auf etwa 548 m ü. NHN westlich von Freyung aus seinen beiden Oberläufen zusammen.
  - Saußbach, linker und nordnordöstlicher Oberlauf, 32,1 km mit dem Gewässerstrang Teufelsbach → Saußwasser/Saußbach und 111,8 km². Der Teufelsbach entsteht auf etwa 1156 m ü. NHN am Osthang des Siebensteinkopfes an der deutsch-tschechischen Grenze.
  - Reschbach, teils auch Reschwasser, rechter und nördlicher Oberlauf, 22,8 km und 72,2 km². Entsteht auf etwa 1180 m ü. NHN am Südostfuß der Černá hora (Schwarzberg) nahe der Moldauquelle just eben noch in Tschechien.
  - Osterbach, von links und Nordosten auf etwa 351 m ü. NHN vor Fürsteneck-Ohbruck, 34,3 km und 134,7 km². Entsteht auf ungefähr 895 m ü. NHN nördlich von Neureichenau-Duschlberg nahe dem Osterbrunnen.
- Mühlwiesbach, von rechts und Nordwesten auf etwa 328 m ü. NHN gegenüber der Aumühle von Fürsteneck, 0,7 km und 0,6 km². Entsteht auf etwa 399 m ü. NHN bei Witzmannsdorf-Kafering.
- Büchetbach, von rechts und Nordwesten auf etwa 328 m ü. NHN bei Neukirchen vorm Wald-Saag, 8,8 km mit dem Gewässerstrang Muthbach → Adlmühlbach → Büchetbach und 16,9 km². Der Muthbach entsteht auf etwa 487 m ü. NHN bei Tittling-Hörmannsdorf.
- Ramlinger Bach, von links und Nordosten auf etwa 327 m ü. NHN bei Hutthurm-Kalteneck, 5,1 km mit dem längeren Oberlauf Großthannensteiger Bach und 10,4 km². Der Großthannensteiger Bach entsteht auf etwa 455 m ü. NHN bei Hutthurm-Oberpretz.
- Grablinger Bach, von links und Südosten auf etwa 327 m ü. NHN nach Kalteneck, 2,1 km und 1,1 km². Entsteht auf etwa 437 m ü. NHN nahe am Friedhof von Hutthurm.
- Grubhofler Bach, von rechts und Westnordwesten auf etwa 325 m ü. NHN bei Neukirchen vorm Wald-Feuerschwendt, 1,3 km und 0,8 km². Entsteht auf etwa 427 m ü. NHN bei Neukirchen vorm Wald-Grubhof.
- Grablinger Graben, von links und Osten auf etwa 324 m ü. NHN, ca. 0,8 km[BA 2] und ca. 0,5 km².[BA 3] Entsteht auf etwa 401 m ü. NHN bei Hutthurm-Grabling.
- Sickenthaler Bach, von rechts und Nordwesten auf etwa 322 m ü. NHN bei Ruderting-Tauschberg, 1,6 km und 1,3 km². Entsteht auf etwa 425 m ü. NHN bei Neukirchen vorm Wald-Richting.
- Dettenbach, von rechts und Nordnordwesten auf etwa 317 m ü. NHN bei Ruderting-Fischhaus, 10,5 km und 18,6 km². Entsteht auf etwa 488 m ü. NHN in Tittling.
- Stempbach, von links und Nordosten auf etwa 317 m ü. NHN bei Hutthurm-Kleeham, 10,3 km mit dem Gewässerstrang Freihofer Bach → Stempbach und 15,6 km². Der Freihofer Bach entsteht auf etwa 465 m ü. NHN bei Büchlberg-Witzingerreut.
- Durchfließt auf etwa 316 m ü. NHN[BA 4] den Stausee Oberilzmühle mit Staumauer bei Salzweg-Oberilzmühle, etwa 5 km lang, 10 ha groß und mit einem Stauvolumen von 4,5·10⁶ m³.
- Kieslinger Bach, von links und Nordosten auf etwa 303 m ü. NHN bei Salzweg-Limbach, 3,5 km und 4,8 km². Entsteht auf etwa 432 m ü. NHN im nordwestlichen Salzweg.
- Rosenauer Bach, von links und Norden auf etwa 292 m ü. NHN in Passau-Grubweg, ca. 1,6 km[BA 2] und ca. 1,0 km².[BA 3] Entfließt auf etwa 395 m ü. NHN einem Teich an der Reinhold-Koeppel-Straße in Passau-Sandberg.

Mündung der Ilz von links und zuletzt Nordwesten auf ca. 291 m ü. NHN zwischen Veste Niederhaus und Ilzstadt in Passau in die Donau. Die Ilz ist hier ab dem Zusammenfluss von Großer und Kleiner Ohe 40,3 km, zusammen mit ihrem Hauptstrang ab der Quelle des Seebach am Großen Rachel über die Große Ohe sogar 69,4 km lang und hat ein Einzugsgebiet von 850,3 km², von dem 11,2 km² in Tschechien liegen, der Rest in Bayern.

## Wasserqualität
Kennzeichen der Ilz ist ihr weiches, bräunlich bis schwärzlich gefärbtes Wasser. Sie wird deshalb auch als schwarze Ilz oder schwarze Perle des Bayerischen Waldes bezeichnet.
Das Wasser der Ilz reagiert im gesamten Verlauf mit Keimbildung auf Restbelastungen aus Kläranlagen und landwirtschaftlichen Abschwemmungen. 1991 wurde ein Badeverbot in der gesamten Ilz ausgesprochen, 1993 die Aktion Rettet die Ilz ins Leben gerufen.
Im Jahr 2001 wurde die LEADER-Initiative Saubere Ilz abgeschlossen. Die Ilz wurde zur Flusslandschaft des Jahres 2002/2003 erklärt. Der damalige bayerische Umweltminister Werner Schnappauf gab dies am 22. März 2002 anlässlich des Weltwassertages bekannt.

## Stauseen

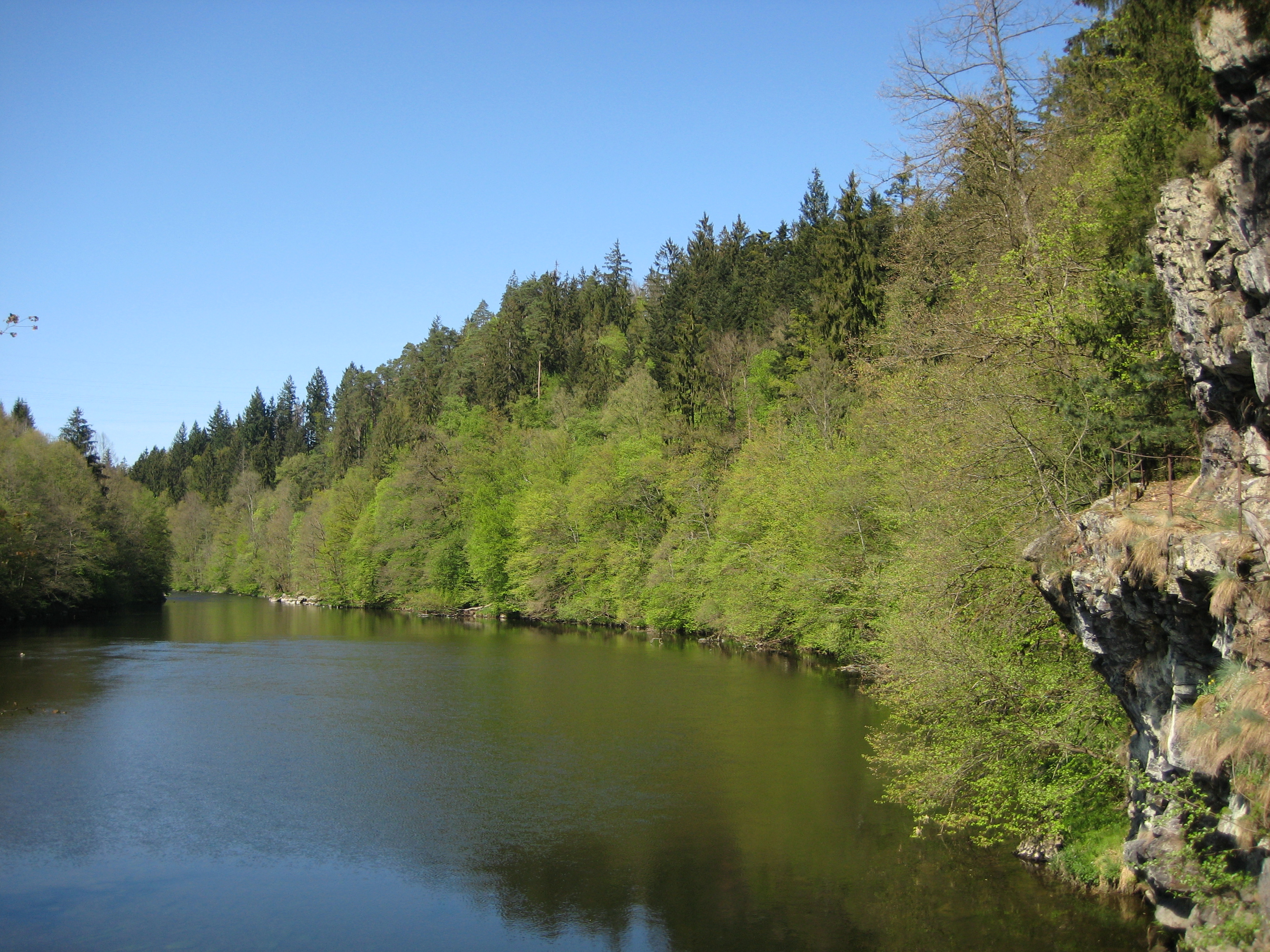
Zwischen Oberilzmühle und Hals

Der Stausee Oberilzmühle nördlich von Passau staut die Ilz über 5 km zum See auf. Die Stadtwerke Passau haben hier von 1951 bis 1955 das Wasserkraftwerk Oberilzmühle gebaut. Bei der Burgruine Hals wird die Ilz für das Kraftwerk Hals noch einmal auf 1 bis 1,5 km zum See aufgestaut. In den 1970er Jahren gab es Pläne für einen weiteren Stausee bei der Burgruine Dießenstein in der Gemeinde Saldenburg. Nachdem 1978 etwa 40.000 Bürger bei einer Unterschriftenaktion teilnahmen, wurden die Pläne nicht weiter verfolgt.

## Holztrift

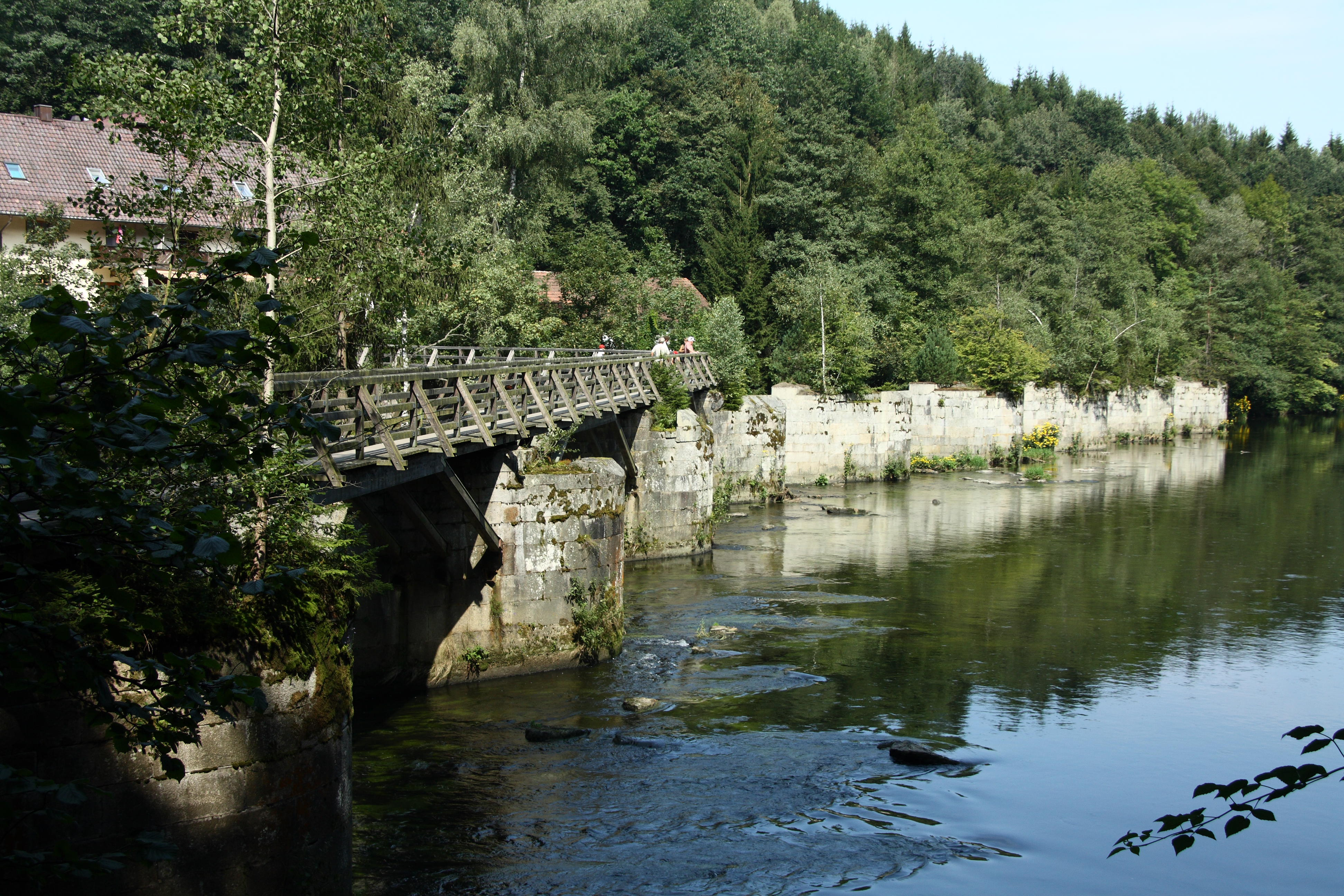
Die Triftsperre bei Hals

Ab etwa 1729 begann der Ausbau des Oberlaufs für die Flößerei. 1788 erließen Fürstbischöfe eine umfangreiche Triftordnung.
Etwa sechs Wochen dauerte die Trift vom inneren Bayerischen Wald bis nach Passau, wo an der Bschütt ein großer Holzhafen entstand. Von 1827 bis 1829 wurde die Triftsperre bei Hals errichtet. Ein 115,5 m langer, 3,2 m breiter und 2,3 m hoher Felstunnel verkürzte von da an den langen Weg durch die Halser Flussschlinge. Jährlich wurden dort bis zu 100.000 Ster Holz verfrachtet.
Auch die großen Sägewerke bei Schneidermühl, Schrottenbaummühle und Fischhaus erinnern noch an diese Art der Holztransporte, die erst nach 1945 durch den Ausbau der Forststraßen zum Erliegen kam.

## Tiere und Pflanzen

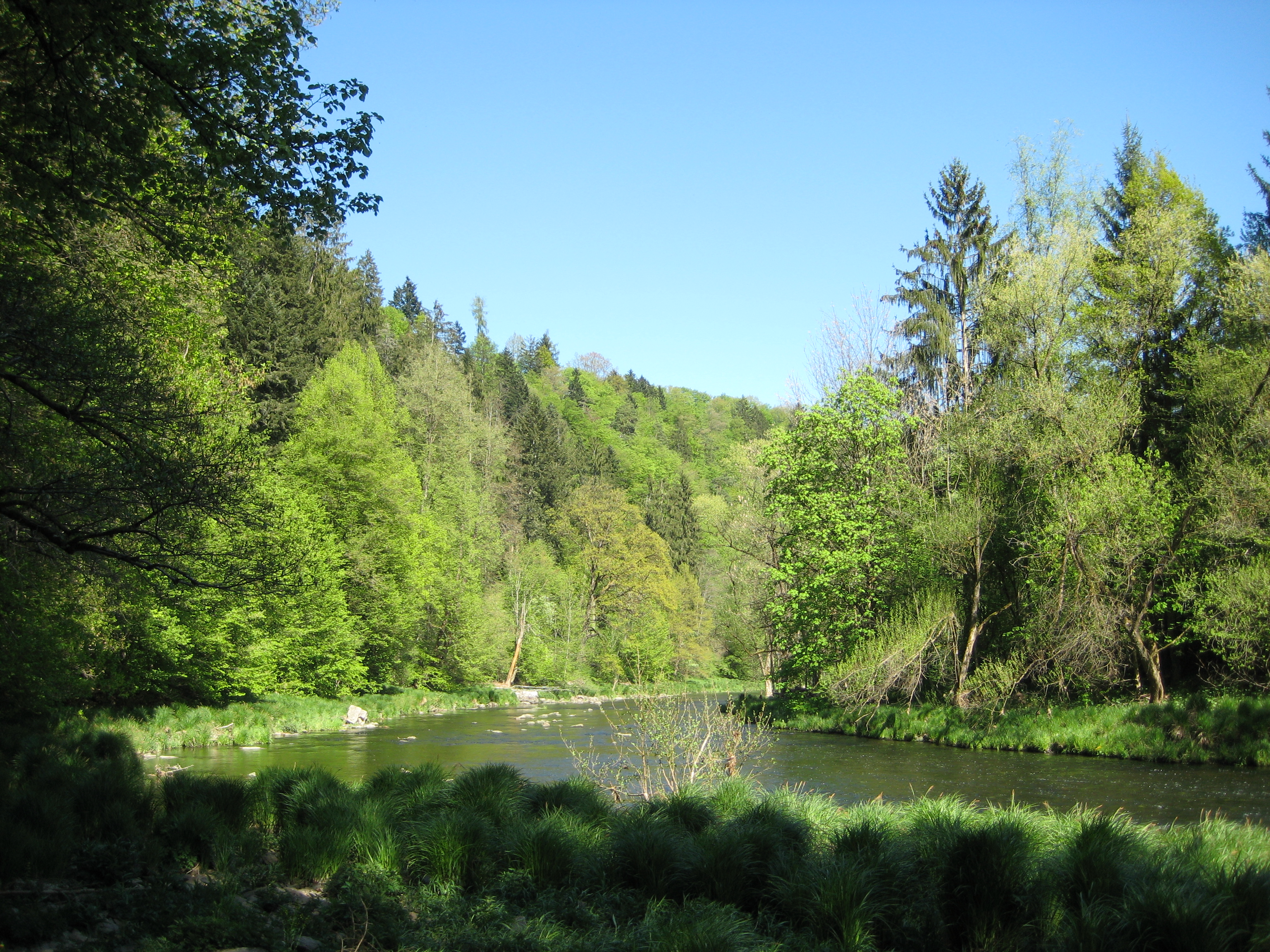
Ilz-Schleife bei Hals

Das Tal der Ilz bevölkern schätzungsweise mehr als 20.000 verschiedene Tierarten. In der Ilz kommt die Flussperlmuschel vor, ebenso der Flusskrebs, der aber an den aufgestauten Stellen fehlt. Auch der anspruchslosere Amerikanische Flusskrebs lebt in der Ilz. Als „König der Ilzfische“ gilt der Huchen, von dem Restbestände erhalten blieben. An den Ufern brüten noch der Eisvogel und die Wasseramsel, die im Winter durch Zuzügler aus dem Norden abgelöst werden. Auch der Flussuferläufer hat noch ein Brutvorkommen im Ilztal. Im Unterlauf wird gelegentlich die Gebänderte Prachtlibelle beobachtet.
Abgesehen von einer Vielzahl niederer Pflanzen wachsen an der Ilz mehr als 400 verschiedene Gefäßpflanzen. Als größte Pflanzenrarität des Ilztales gilt die Zottige Wolfsmilch, weitere Besonderheiten sind Sibirische Schwertlilie, Holunder-Schwertlilie (bei der Burgruine Hals), Borstige Glockenblume, Knäuel-Glockenblume, Preußisches Laserkraut, Drachenwurz, Lungen-Enzian, Froschbiss, Verkannter Wasserschlauch, Straußenfarn, Langblättriger Ehrenpreis, Gemeine Akelei, Leberblümchen, Sumpf-Herzblatt, Bunter Eisenhut und Brand-Knabenkraut. Die ursprüngliche Ufervegetation ist teilweise durch die Adventivpflanzen Schlitzblättriger Sonnenhut und Drüsiges Springkraut verdrängt worden.

## Schutzgebiete
Im Bereich des gescheiterten Stauseeprojektes am Dießenstein wurde 1981 nach langwierigem Interessenkonflikt das Naturschutzgebiet Ilz am Dießenstein geschaffen, das 1991 in Obere Ilz umbenannt wurde. Es hat eine Größe von 380 Hektar. Ein weiteres Naturschutzgebiet, das 91,5 Hektar große Naturschutzgebiet Halser Ilzschleifen, entstand am 3. Dezember 1993 bei Hals. Bereits am 20. Februar 1960 wurde das von Fürsteneck bis Passau reichende Landschaftsschutzgebiet Schutz des Landschaftsteils Ilztal im Bereich des Stadt- und des Landkreises Passau mit einer Größe von 1219,0 Hektar errichtet.

## Wassersport

### Kanusport
Unter Einhaltung der Befahrungsregeln der Flüsse in Bayern (Stand Oktober/2007) ist das Befahren der Ilz mit Kajaks und Kanus in genau geregelten Abschnitten eingeschränkt gestattet oder ganzjährig untersagt.
Derzeit gibt es für den Flussabschnitt Stauwehr Hals – Straßenbrücke Hals (= Flusskilometer 4,5–2,2) ein ganzjähriges Befahrungsverbot. Vom 1. Mai bis 30. Juni ist die Befahrung des Abschnitts Ettelmühle – Mündung Wolfsteiner Ohe (= Flusskilometer 42,5 - 24,6) ausnahmslos untersagt. Für den Abschnitt Furth bis Schrottenbaummühle (= Flusskilometer 38,3–27,1) wird im Zeitraum vom 1. Juli bis zum 30. April auf die freiwillige Selbstbeschränkung für Wassersportler hingewiesen: Diese fordert einen Mindestpegel an der Schrottenbaummühle von > 85 cm ein und erlaubt das Anlanden nur an Wehren und Brücken.
Aktuelle Informationen dazu werden vom Bayerischen Kanu-Verband e. V. veröffentlicht.

### Angelsport
Zusätzlich bietet die Ilz Angelmöglichkeiten. Angelkarten können für Gewässerabschnitte bei Passau, Fischhaus sowie beim Grenzbächlein bei der Dießensteiner Mühle erworben werden. Zusätzlich kann an Zuläufen der Ilz und an Seen und Stauseen im Einzugsgebiet der Ilz gefischt werden.
Eine der Zielfischarten ist der Huchen, der jedoch aufgrund von seiner Seltenheit Schutzbeschränkungen hat. So darf maximal ein Huchen pro Angler pro Saison gefangen werden, dieser muss zusätzlich über 90 cm lang sein.
Im Einzugsbereich der Ilz kann zudem auf Brachse, Schleie, Döbel, Nase, Bach- und Regenbogenforelle, Europäische Äsche sowie Weißfische gefischt werden.

## Touristik

### Fremdenverkehr
Generell gibt es im Ilztal als Naherholungsraum im bayerischen Wald ausgeprägten Tourismus. So ist auch die Anzahl der verfügbaren Betten verglichen mit anderen Regionen hoch.

### Radwege
Von Niederalteich (an der Donau) über Hengersberg, Iggensbach, Schöllnach, Eging am See bis nach Kalteneck, insgesamt 53 km, führt der Donau-Ilz-Radweg, teilweise auf einer ehemaligen Eisenbahntrasse. Von Kalteneck aus führen touristische Radwege nach Röhrnbach (10 km) und nach Passau (17 km).
VCD, ADFC und Ilztalbahn haben gemeinsam eine Fahrradkarte mit Routenvorschlägen herausgebracht.

### Bahnverkehr
Das Ilztal wird von Passau bis Fürsteneck von Zügen der Ilztalbahn befahren. Diese bieten vergünstigte Fahrradmitnahme.

### BayernAtlas („BA“)
Amtliche Online-Gewässerkarte mit passendem Ausschnitt und den hier benutzten Layern: Lauf und Einzugsgebiet der Ilz

Allgemeiner Einstieg ohne Voreinstellungen und Layer: BayernAtlas der Bayerischen Staatsregierung (Hinweise)
1. ↑  Höhe abgefragt auf dem Hintergrundlayer Amtliche Karte (Rechtsklick).
2. 1 2 3  Länge abgemessen auf dem Hintergrundlayer Amtliche Karte.
3. 1 2  Einzugsgebiet abgemessen auf dem Hintergrundlayer Amtliche Karte.
4. ↑  Höhe nach blauer Beschriftung auf dem Hintergrundlayer Amtliche Karte.

### Gewässerverzeichnis Bayern („GV“)
1. 1 2 3  Länge nach: Verzeichnis der Bach- und Flussgebiete in Bayern – Flussgebiet Isar bis Inn des Bayerischen Landesamtes für Umwelt, Stand 2016 (PDF; 3,3 MB)
2. 1 2  Einzugsgebiet nach: Verzeichnis der Bach- und Flussgebiete in Bayern – Flussgebiet Isar bis Inn des Bayerischen Landesamtes für Umwelt, Stand 2016 (PDF; 3,3 MB)

### Sonstige
1. ↑  Deutsches Gewässerkundliches Jahrbuch Donaugebiet 2006 Bayerisches Landesamt für Umwelt, S. 219, abgerufen am 4. Oktober 2017, Auf: bestellen.bayern.de (PDF, deutsch, 24,2 MB).
2. 1 2  Pegelwert Kalteneck vermehrt um den Gebietsabfluss (ca. 9 l/s.km²) des Resteinzugsgebietes (88,71 km²), ermittelt für das Zwischeneinzugsgebiet der Pegel Kalteneck (Ilz), Hörmannsberg (Gaißa), Hofkirchen (Donau), Grafenmühle (Vils), Neustift (Wolfach), Passau-Ingling (Inn) und Achleiten (Donau)
3. ↑  BayernViewer der Bayerischen Vermessungsverwaltung
4. ↑  Albrecht Greule: Deutsches Gewässernamenbuch. Walter de Gruyter, Berlin / Boston 2014, ISBN 978-3-11-057891-1, S. 242, „²Ilz“ (Auszug in der Google-Buchsuche).
5. ↑  Die Ilz hat am Zusammenfluss eine mittlere Wasserführung von rund 7,3 m³/s, die Wolfsteiner Ohe eine von rund 8,3 m³/s, Werte ermittelt aus den Werten der Pegel Schrottenbaummühle (Ilz oberhalb), Fürsteneck (Wolfsteiner Ohe) und Kalteneck (Ilz unterhalb).
6. ↑  Paul Praxl: Die Ilz online (pdf S. 3)
7. ↑  Befahrungsregeln auf bayerischen Flüssen beim Bayerischen Kanu-Verband abgerufen am 22. September 2011
8. ↑  Angeln | Ilztal & Dreiburgenland. Abgerufen am 2. Mai 2019.
9. ↑  Hilfe! Welches ist das beste Hotel? Abgerufen am 2. Mai 2019.
10. ↑  www.donau-ilz-radweg.de: Landkarte (PDF; 4,6 MB)
11. ↑  ilztalbahn.eu